# 大森英樹
大森 英樹（おおもり ひでき、1938年 - ）は、日本の数学者、東京理科大学名誉教授。

## 来歴
- 兵庫県に生まれる。宮城県古川高等学校卒業。東京大学理学部卒業。東京理科大学名誉教授。
- 作家の大森黎と女優の大森暁美は実姉。

## 著書
- 『無限次元リー群論』 (紀伊国屋数学叢書 紀伊国屋書店, 1978.11
- 『多変数の微分積分 (数学シリーズ) 裳華房, 1989.11
- 『幾何学の見方考え方』日本評論社, 1989.12
- 『力学的な微分幾何』日本評論社, 1989.6
- 『一般力学系と場の幾何学』裳華房, 1991.9
- 『平面人からの手紙 数学ファンタジー』矢崎芳則 絵. 岩波書店, 1993.11
- 『数学のなかの物理学 幾何学的量子論へむかって』東京大学出版会, 2004.11
- 『幾何学への新しい視点 不確定性と非可換時空 (幾何学をみる) 遊星社, 2008.10
- 『演算子的に見た微分・積分の代数』1-2 現代数学社, 2018-19

### 共著
- 『直観世界からの微・積分入門』吉岡朗 共著. 遊星社, 1984.9
- 『幾何学をみる 次元からのイメージ』卜部東介, 松本幸夫共著. 遊星社, 1986
- 『量子的な微分・積分 (量子数理シリーズ) 前田吉昭共著. シュプリンガー・フェアラーク東京, 2004.4

## 受賞歴
- 1996年 - 幾何学賞受賞。